# Acisoma
Az Acisoma a rovarok (Insecta) osztályának a szitakötők (Odonata) rendjébe, ezen belül az egyenlőtlen szárnyú szitakötők (Anisoptera) alrendjébe és a laposhasú acsák (Libellulidae) családjába tartozó nem.

## Rendszerezés
A nembe az alábbi 6 faj tartozik (korábban két fajt tartottak számon, azonban 2016-ban felfedeztek, még 4 új ideatartozó szitakötőt):
- Acisoma ascalaphoides Lotte P. Mens, Kai Schütte, Frank R. Stokvis and Klaas-Douwe B. Dijkstra, 2016
- Acisoma attenboroughi Lotte P. Mens, Kai Schütte, Frank R. Stokvis and Klaas-Douwe B. Dijkstra, 2016
- Acisoma inflatum Lotte P. Mens, Kai Schütte, Frank R. Stokvis and Klaas-Douwe B. Dijkstra, 2016
- Acisoma panorpoides Rambur, 1842[2] - típusfaj
- Acisoma trifidum Kirby, 1889[3]
- Acisoma variegatum Lotte P. Mens, Kai Schütte, Frank R. Stokvis and Klaas-Douwe B. Dijkstra, 2016

### Fordítás
- Ez a szócikk részben vagy egészben  az   Acisoma című angol Wikipédia-szócikk ezen változatának fordításán alapul.  Az eredeti cikk szerkesztőit annak laptörténete sorolja fel. Ez a jelzés csupán a megfogalmazás eredetét és a szerzői jogokat jelzi, nem szolgál a cikkben szereplő információk forrásmegjelöléseként.